# Anja Garbarek
Anja Garbarek es una compositora y cantante noruega, nacida en Oslo el 24 de julio de 1970. Es hija del saxofonista Jan Garbarek y está casada con John Mallison con quien tiene una hija.
En 1992 lanzó su primer disco, cantado en noruego: Velkommen Inn. Los siguientes álbumes están cantados en inglés: Balloon Mood (1996), producido por Marius DeVries (Massive Attack, Björk y Madonna), Smiling & Waving (2001) coproducido por Steven Wilson, con la participación de Mark Hollis de Talk Talk, Robert Wyatt y Briefly Shaking (2006). En 2006 también compone la banda sonora de la película de Luc Besson, Angel-A.
A pesar de ser comparada con Björk o Stina Nordenstam, sus principales influencias fueron Kate Bush, Laurie Anderson y Billie Holiday.
Cabe agregar, que más allá de las comparaciones, es indiscutible la influencia que tiene su música del funk conceptual de Prince, de Wendy and Lisa (tecladista y guitarrista de "The revolution"), Morris day, y todos los seguidores del famoso(allá por los 80's) Sonido de Minneapolis, Minneapolis Sound.

## Discografía
Velkommen inn (1992)
1. "Vil Du Være Med"
2. "Male Øynene Dine"
3. "Vingene Mine"
4. "Somme Tider"
5. "Det Du Ser"
6. "Velkommen Inn"
7. "Elsker Du Som Jeg"
8. "Dekk Deg Til"
9. "Du"
10. "Er Det Flere Her"
11. "Løp Alt Du Kan"

Balloon Mood (1996)
1. "Beyond My Control"
2. "I.C.U."
3. "Just One of Those Days"
4. "Picking up Pieces"
5. "Cabinet"
6. "Something Written"
7. "Strange Noises"
8. "Telescope Man Says"
9. "She Collects (Stuff Like That)"
10. "Balloon Mood"

Smiling & Waving (2001)
1. "Her Room"
2. "The Gown"
3. "Spin The Context"
4. "Stay Tuned"
5. "You Know"
6. "Big Mouth"
7. "The Diver"
8. "That's All"
9. "And Then"
10. "It Seems We Talk"

Briefly Shaking (2006)
1. "Born That Way" - 1:00
2. "Dizzy With Wonder" - 2:53
3. "The Last Trick" - 5:29
4. "Sleep" - 3:35
5. "Shock Activities" - 4:15
6. "Yes" - 1:26
7. "My Fellow Riders" - 3:59
8. "Can I Keep Him" - 3:41
9. "This Momentous Day" - 4:20
10. "Still Guarding Space" - 4:30
11. "Word Is Out" - 4:29

Banda sonora del film Angel-A (2006)
1. "Beyond My Control"
2. "Can I Keep Him?"
3. "It's Just A Game"
4. "Thank You Franck"
5. "Her Room"
6. "Andre Running"
7. "No Trace Of Grey"
8. "The Cabinet"
9. "A. On Bridge"
10. "Spin The Context"
11. "It's Just A Game (Instrumental Version)"
12. "Le Corridor"
13. "Balloon Mood"
14. "Andre Face Au Miroir"
15. "Crossroads - Eat"
16. "Captivante - Radar"
17. "Under Your Wings - Hiro My Hero And Soulfull"
18. "Angel - Hiro My Hero And Soulfull

The Road Is Just a Surface (2018)
1. "In Between"
2. "The Will to Walk"
3. "Lazy Predator"
4. "The Witness"
5. "Less Lonely"
6. "Bob's Song"
7. "Confessional Memoirs"
8. "Heavy Forms"
9. "Skilfull Talker"
10. "Never Both"